# Монуш, Иллеш
Иллеш Монуш (венг. Mónus Illés, урождённый Илья Брандштейн, псевдоним Тамаш Ач, венг. Ács Tamás, 12 марта 1888, Балта, Российская империя — 2 ноября 1944, Будапешт) — венгерский социал-демократический политик и журналист.

## Биография
Родился в еврейской семье в Балте (ныне Одесская область Украины), но его семья эмигрировала в Австро-Венгрию из-за антисемитских погромов в Российской империи, когда ему не исполнилось и года.
Его усыновил сапожник Йожеф Монуш, впоследствии секретарь отраслевого профсоюза. Иллеш пошёл по его следам, занявшись той же профессией и присоединившись к рабочему движению в Уйпеште.
Вступил в Социал-демократическую партию Венгрии, во время революционных событий 1919 года не примыкал ни к её левому крылу, ни к правому крылу Пейера. С 1922 по 1927 год входил в руководство социал-демократической партии. Крестившись в 1926 году, перешёл в лютеранскую веру.
С 1919 по 1938 год был редактором профсоюзной газеты «Bőripari Munkás», в 1934—1938 годах — также редактором журнала «Szocializmus», а в 1934—1939 годах — газеты «Népszava». В качестве ведущего идеолога партии написал множество статей и ряд брошюр.
Осенью 1944 года схвачен гестапо; хотя 15 октября ему удалось бежать, но захватившим власть нилашистам удалось его выследить, повторно задержать и казнить.

## Память
К столетию со дня рождения Монуша Иллеша в 1988 году в Венгрии была выпущена почтовая марка.

## Сочинения
- Az agrárkérdés; összeáll. Mónus Illés; Világosság Ny., Bp., 1930
- A szocializmus világképe; Esztergályos János, Bp., 1937 (Szociáldemokrata füzetek)
- A szocializmus problémáiról. Mónus Illés három előadása. Felelet néhány ellenvetésre; Szociáldemokrata Párt, Bp., 1943
- A modern szocializmus elmélete. Mónus Illés szemináriumi előadássorozatának kivonata; Népszava Könyvkereskedés, Bp., 1945 (A szocialista tudás könyvtára)
- Mónus Illés válogatott írásai; vál., tan. Szabó Ágnes és Pintér István; Kossuth, Bp., 1988